# Marin Pilj
Marin Pilj (Gospić, 3 dicembre 1996) è un calciatore croato, centrocampista del Vukovar.

## Caratteristiche tecniche
È un trequartista.

## Carriera
Cresciuto nel settore giovanile del Belišće, nel 2016 è passato al Novigrad dove ha fatto il suo esordio nei professionisti il 27 agosto 2016 disputando l'incontro di 2. HNL pareggiato 0-0 contro il Sebenico.
Successivamente, nel 2018, passa all'Osijek; mentre nel 2022 viene acquistato dall'Olimpia Lubiana.

## Statistiche

### Presenze e reti nei club
Statistiche aggiornate al 5 maggio 2023.
| Stagione               | Squadra                | Campionato             | Campionato | Campionato | Coppe nazionali | Coppe nazionali | Coppe nazionali | Coppe continentali | Coppe continentali | Coppe continentali | Altre coppe | Altre coppe | Altre coppe | Totale | Totale |
| Stagione               | Squadra                | Comp                   | Pres       | Reti       | Comp            | Pres            | Reti            | Comp               | Pres               | Reti               | Comp        | Pres        | Reti        | Pres   | Reti   |
| ---------------------- | ---------------------- | ---------------------- | ---------- | ---------- | --------------- | --------------- | --------------- | ------------------ | ------------------ | ------------------ | ----------- | ----------- | ----------- | ------ | ------ |
| 2016-2017              | Novigrad               | 2. HNL                 | 7          | 1          | CC              | 1               | 0               | -                  | -                  | -                  | -           | -           | -           | 8      | 1      |
| 2017-2018              | Novigrad               | 2. HNL                 | 18         | 4          | CC              | 2               | 0               | -                  | -                  | -                  | -           | -           | -           | 20     | 4      |
| Totale Novigrad        | Totale Novigrad        | Totale Novigrad        | 25         | 5          |                 | 3               | 0               |                    | -                  | -                  |             | -           | -           | 28     | 5      |
| 2018-2019              | Osijek                 | 1. HNL                 | 26         | 3          | CC              | 3               | 1               | UEL                | 2                  | 0                  | -           | -           | -           | 31     | 4      |
| 2019-2020              | Osijek                 | 1. HNL                 | 27         | 1          | CC              | 3               | 0               | UEL                | 2                  | 0                  | -           | -           | -           | 32     | 1      |
| 2020-2021              | Osijek                 | 1. HNL                 | 30         | 2          | CC              | 2               | 2               | UEL                | 1                  | 0                  | -           | -           | -           | 33     | 4      |
| 2021-gen. 2022         | Osijek                 | 1. HNL                 | 15         | 1          | CC              | 2               | 0               | UECL               | 3                  | 0                  | -           | -           | -           | 20     | 1      |
| Totale Osijek          | Totale Osijek          | Totale Osijek          | 100        | 7          |                 | 10              | 3               |                    | 8                  | 0                  |             | -           | -           | 118    | 10     |
| gen.-giu. 2022         | Olimpia Lubiana        | 1. SNL                 | 18         | 2          | CS              | -               | -               | UECL               | -                  | -                  | -           | -           | -           | 18     | 2      |
| lug.-ago. 2022         | Olimpia Lubiana        | 1. SNL                 | 5          | 0          | CS              | -               | -               | UECL               | 4                  | 0                  | -           | -           | -           | 9      | 0      |
| Totale Olimpia Lubiana | Totale Olimpia Lubiana | Totale Olimpia Lubiana | 23         | 2          |                 | -               | -               |                    | 4                  | 0                  |             | -           | -           | 27     | 2      |
| set. 2022-2023         | Varaždin               | HNL                    | 25         | 1          | CC              | 1               | 0               | -                  | -                  | -                  |             | -           | -           | 26     | 1      |
| Totale carriera        | Totale carriera        | Totale carriera        | 173        | 15         |                 | 14              | 3               |                    | 12                 | 0                  |             | -           | -           | 199    | 18     |